# Montagnole
Montagnole este o comună în departamentul Savoie din sud-estul Franței. În 2009 avea o populație de 800 de locuitori.

## Evoluția populației
| An        | 1975 | 1982 | 1990 | 1999 | 2006 | 2009 |
| --------- | ---- | ---- | ---- | ---- | ---- | ---- |
| Populație | 462  | 560  | 653  | 669  | 723  | 800  |